# Alcolea de Tajo
Alcolea de Tajo ist eine zentralspanische Gemeinde mit 829 Einwohnern (Stand: 2024) in der Provinz Toledo der Region Kastilien-La Mancha. Neben dem Hauptort Alcolea de Tajo gehören die Ortschaften El Bercial, El Bercial de San Rafael und Vistalegre zur Gemeinde. 

## Lage und Klima
Alcolea de Tajo liegt in der Sierra de Gredos im Westen der historischen Landschaft der La Mancha ca. 115 km (Fahrtstrecke) westlich der Stadt Toledo in einer Höhe von ca. 340 m. Der Tajo begrenzt die Gemeinde im Süden.
Das Klima im Winter ist rau, im Sommer dagegen trocken und warm; der spärliche Regen (ca. 716 mm/Jahr) fällt überwiegend in den Wintermonaten.

## Bevölkerungsentwicklung
| Jahr      | 1900 | 1970 | 1981 | 1991 | 2001 | 2011 | 2021 |
| Einwohner | 679  | 1114 | 925  | 793  | 777  | 914  | 843  |

Die seit den 1950er Jahren zunehmende Mechanisierung der Landwirtschaft und die Aufgabe von bäuerlichen Kleinbetrieben führten auch in der Gemeinde zu einem Kaufkraftschwund und zur Abwanderung eines Teils der Bevölkerung.

## Sehenswürdigkeiten
- Archäologische Grabungsstätte Cerro de la Mesa
- Kirche Mariä Himmelfahrt (Iglesia de Nuestra Señora de la Asunción)
- Rafaelskloster mit Magdalenenkirche
- Marienkapelle

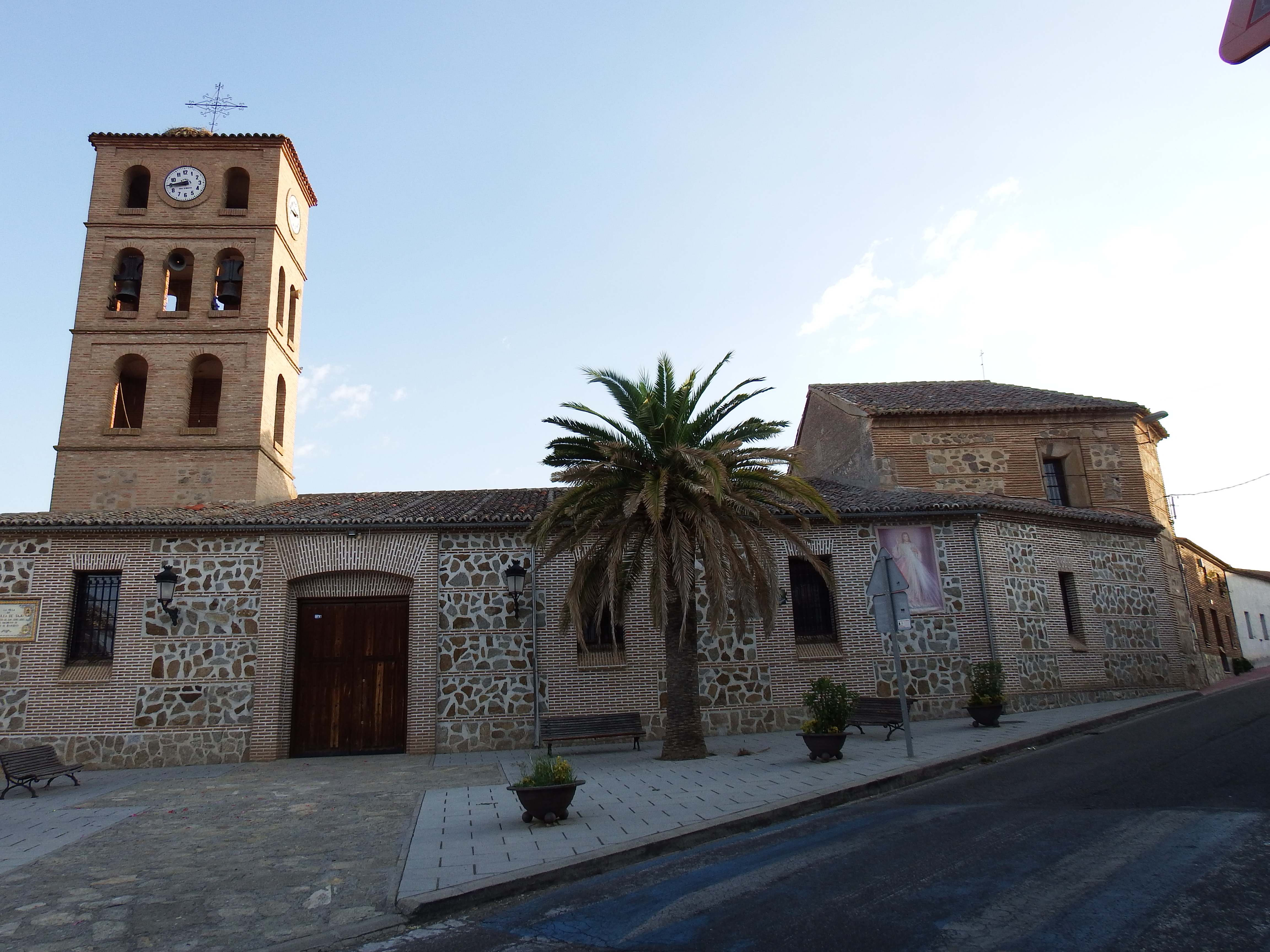
Kirche Mariä Himmelfahrt